# Stephos margalefi
Stephos margalefi is een eenoogkreeftjessoort uit de familie van de Stephidae. De wetenschappelijke naam van de soort is voor het eerst geldig gepubliceerd in 1991 door Riera, Vives & Gili.